# Pterobryopsis walkeri
Pterobryopsis walkeri là một loài Rêu trong họ Pterobryaceae. Loài này được (Broth.) Broth. miêu tả khoa học đầu tiên năm 1906.